# Jason Rogers (Fechter)
Jason Nicholas Rogers (* 14. April 1983 in Houston) ist ein ehemaliger US-amerikanischer Säbelfechter.

## Erfolge
Jason Rogers gewann bei den Panamerikanischen Spielen 2003 in Santo Domingo mit der Mannschaft die Goldmedaille. Im Einzel sicherte er sich zudem die Bronzemedaille. Bei Panamerikameisterschaften gelang ihm mit der Mannschaft 2007 in Montreal, 2008 in Querétaro und 2009 in San Salvador der Titelgewinn. 2009 wurde er außerdem auch im Einzel Panamerikameister. Zweimal nahm er an Olympischen Spielen teil: bei den Olympischen Spielen 2004 in Athen belegte er im Einzel den 25. Rang. Mit der Mannschaft verpasste er als Vierter knapp einen Medaillengewinn. 2008 erreichte er in Peking mit der Mannschaft nach Siegen über Ungarn und Russland dagegen das Gefecht um die Goldmedaille, in dem die US-amerikanische Equipe Frankreich mit 37:45 unterlag. Gemeinsam mit Timothy Morehouse, James Williams und Keeth Smart erhielt er somit die Silbermedaille. Die Einzelkonkurrenz schloss er auf dem 28. Rang ab.
Rogers schloss ein Psychologiestudium an der Ohio State University ab, für die er auch im College Sport im Fechten aktiv war.